# Itame atrosignata
Itame atrosignata là một loài bướm đêm trong họ Geometridae.